# Tomasz Słomka
Tomasz Grzegorz Słomka (ur. 1971) — polski politolog, profesor UW, doktor habilitowany nauk społecznych, nauczyciel akademicki Wydziału Nauk Politycznych i Studiów Międzynarodowych Uniwersytetu Warszawskiego.

## Życiorys
W 1996 ukończył studia na Wydziale Dziennikarstwa i Nauk Politycznych Uniwersytetu Warszawskiego. W 2004 otrzymał stopień doktora na podstawie napisanej pod kierunkiem Tadeusza Mołdawy rozprawy pt. Model prezydentury w Polsce po 1989 roku na tle porównawczym wybranych państw Europy Środkowo-Wschodniej. W 2014 na podstawie monograficznego cyklu publikacji pt. Tożsamość konstytucyjna Polski po 1944 r. nadano mu stopień naukowy doktora habilitowanego nauk społecznych.
Zawodowo związany z Uniwersytetem Warszawskim: początkowo z Instytutem Nauk Politycznych Wydziału Dziennikarstwa i Nauk Politycznych, od 2016 w ramach Wydziału Nauk Politycznych i Studiów Międzynarodowych. W latach 2005–2016 był kierownikiem studiów na kierunkach politologia i bezpieczeństwo wewnętrzne, a w latach 2016–2019 wicedyrektorem Instytutu ds. dydaktycznych oraz kierownikiem Zakładu Systemów Politycznych INP. Od 2019, po likwidacji INP, w Katedrze Systemów Politycznych WNPiSM UW. Od 2020 wiceprzewodniczący Rady Dydaktycznej WNPiSM UW. Członek redakcji (redaktor tematyczny) pisma „Political Preferences”, członek rady naukowej pisma „Społeczeństwo i Polityka”.
Był też wykładowcą w Akademii Humanistycznej im. Aleksandra Gieysztora w Pułtusku. Opublikował monografię pt. Prezydent Rzeczypospolitej po 1989 roku. Ujęcie porównawcze (Warszawa 2005), kilka książek pod redakcją oraz liczne rozdziały w pracach zbiorowych i artykuły.

## Zainteresowania badawcze
Zainteresowania badawcze doktora hab. Tomasza Słomki skupiają się wokół systemów politycznych oraz prawa konstytucyjnego, szczególnie RP, a także samej Konstytucji oraz konstytucjonalizmu współczesnego, bezpieczeństwa konstytucyjnego i instytucji współczesnej głowy państwa.